# Château de Thunstetten
Le château de Thunstetten est un château situé sur le territoire de la commune bernoise de Thunstetten, en Suisse.

## Histoire
Le château est construit de 1713 à 1715 par l'architecte bernois Abraham Jenner sur les plans de son collègue français Joseph Abeille pour Hieronymus von Erlach dans le style de Versailles. Vendu en 1746 à une famille bâloise, le bâtiment devient, dès 1971, la propriété d'une Fondation qui veille à sa conservation. Classé comme bien culturel d'importance nationale, il accueille des expositions et des séminaires et peut être loué pour des soirées privées.

## Description
Le château se compose d'un bâtiment principal flanqué de deux ailes qui forment les trois côtés d'une cour, fermée sur le quatrième par un mur et une grille d'entrée. Des peintures représentant le maître des lieux se trouvent sur le plafond et sur la paroi intérieure de la salle de bal centrale.

## Source
- (de) Cet article est partiellement ou en totalité issu de l’article de Wikipédia en allemand intitulé « Schloss Thunstetten » (voir la liste des auteurs).